# Nikol'skoe (Kraj di Kamčatka)
Nikol'skoe in russo Никольское?, è una città situata nel Kraj di Kamčatka, sull'isola di Bering, nell'arcipelago delle isole del Commodoro, venne fondata nel 1826.

## Altri progetti

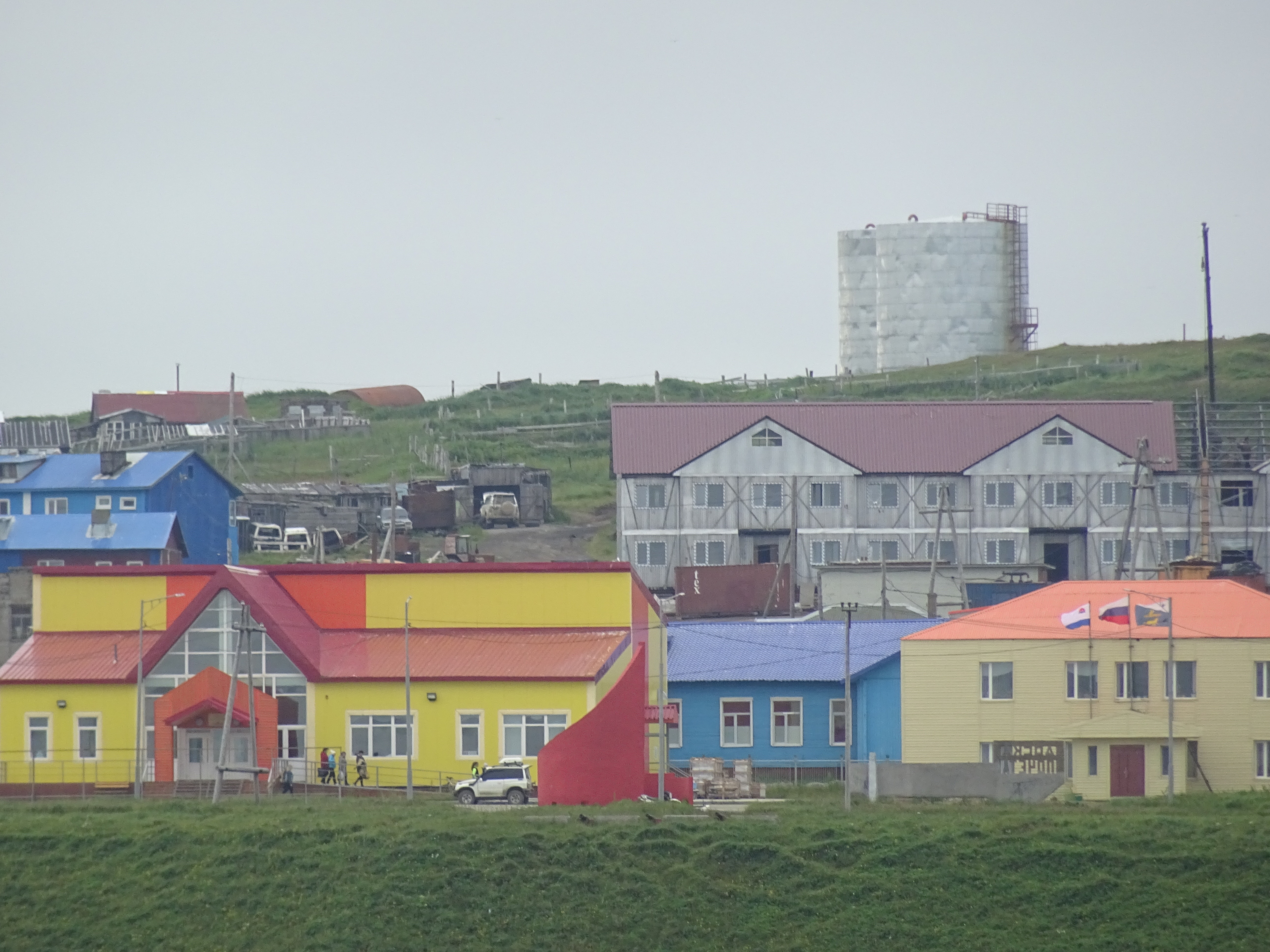
Abitazioni